# Marion Jones (tennis)
Pour les articles homonymes, voir Marion Jones et Jones.
Ne pas confondre avec Ann Haydon-Jones, Elizabeth Jones et Tami Whitlinger Jones, également joueuses de tennis.
 Marion Jones Farquhar  (2 novembre 1879, Gold Hill, Nevada – 14 mars 1965 à Los Angeles ) est une joueuse de tennis américaine de la fin du XIXe siècle et début du XXe siècle.
Elle a remporté l'US Women's National Championship en simple dames à deux reprises, en 1899 et 1902, outre le double mixte en 1901 et le double dames en 1902.
En 1900, elle a décroché la médaille de bronze aux Jeux olympiques de Paris, à la fois en simple et en double mixte (associée à Laurie Doherty).
Elle est membre du International Tennis Hall of Fame depuis 2006.

## Palmarès (partiel)

### Titres en simple dames
| No | Date       | Nom et lieu du tournoi                  | Catégorie | Surface      | Finaliste       | Score         |          |
| -- | ---------- | --------------------------------------- | --------- | ------------ | --------------- | ------------- | -------- |
| 1  | 21/06/1899 | US National Championships, Philadelphie | G. Chelem | Gazon (ext.) | Maud Banks      | 6-1, 6-1, 7-5 | Parcours |
| 2  | 21/06/1902 | US National Championships, Philadelphie | G. Chelem | Gazon (ext.) | Elisabeth Moore | 6-1, 1-0, ab. | Parcours |

### Finales en simple dames
| No | Date       | Nom et lieu du tournoi                  | Catégorie | Surface      | Vainqueure        | Score                   |          |
| -- | ---------- | --------------------------------------- | --------- | ------------ | ----------------- | ----------------------- | -------- |
| 1  | 14/06/1898 | US National Championships, Philadelphie | G. Chelem | Gazon (ext.) | Juliette Atkinson | 6-3, 5-7, 6-4, 2-6, 7-5 | Parcours |
| 2  | 24/06/1903 | US National Championships, Philadelphie | G. Chelem | Gazon (ext.) | Elisabeth Moore   | 7-5, 8-6                | Parcours |

### Titres en double dames
| No | Date       | Nom et lieu du tournoi                 | Catégorie | Surface      | Partenaire        | Finalistes                       | Score                   |          |
| -- | ---------- | -------------------------------------- | --------- | ------------ | ----------------- | -------------------------------- | ----------------------- | -------- |
| 1  | 1901       | Cincinnati tournament Cincinnati       |           | Dur (ext.)   | Juliette Atkinson | Winona Closterman Lilly Wilshire | 3-6, 7-9, 6-3, 9-7, 6-2 |          |
| 2  | 21/06/1902 | US National Championships Philadelphie | G. Chelem | Gazon (ext.) | Juliette Atkinson | Maud Banks Winona Closterman     | 6-2, 7-5                | Parcours |

### Finales en double dames
| No | Date       | Nom et lieu du tournoi                 | Catégorie | Surface      | Vainqueures                      | Partenaire      | Score         |          |
| -- | ---------- | -------------------------------------- | --------- | ------------ | -------------------------------- | --------------- | ------------- | -------- |
| 1  | 25/06/1901 | US National Championships Philadelphie | G. Chelem | Gazon (ext.) | Juliette Atkinson Myrtle McAteer | Elisabeth Moore | Forfait       | Parcours |
| 2  | 24/06/1903 | US National Championships Philadelphie | G. Chelem | Gazon (ext.) | Elisabeth Moore Carrie Neely     | Miriam Hall     | 8-6, 6-1, 6-1 | Parcours |

### Titre en double mixte
| No | Date       | Nom et lieu du tournoi                 | Catégorie | Surface      | Partenaire     | Finalistes                   | Score         |          |
| -- | ---------- | -------------------------------------- | --------- | ------------ | -------------- | ---------------------------- | ------------- | -------- |
| 1  | 25/06/1901 | US National Championships Philadelphie | G. Chelem | Gazon (ext.) | Raymond Little | Myrtle McAteer Clyde Stevens | 6-4, 6-4, 7-5 | Parcours |

## Parcours en Grand Chelem (partiel)
Si l’expression « Grand Chelem » désigne classiquement les quatre tournois les plus importants de l’histoire du tennis, elle n'est utilisée pour la première fois qu'en 1933, et n'acquiert la plénitude de son sens que peu à peu à partir des années 1950.

### En simple dames
| Année | - | - | Championnat de France | Championnat de France | Wimbledon | Wimbledon | US National        | US National     |
| ----- | - | - | --------------------- | --------------------- | --------- | --------- | ------------------ | --------------- |
| 1898  | - | - | -                     | -                     | -         | -         | Ch. R. finale      | J. Atkinson     |
| 1899  | - | - | -                     | -                     | -         | -         | Victoire           | Maud Banks      |
| 1901  | - | - | -                     | -                     | -         | -         | All comer's finale | Elisabeth Moore |
| 1902  | - | - | -                     | -                     | -         | -         | Ch. R. victoire    | Elisabeth Moore |
| 1903  | - | - | -                     | -                     | -         | -         | Ch. R. finale      | Elisabeth Moore |

À droite du résultat, l’ultime adversaire.

### En double dames
| Année | - | - | Championnat de France | Championnat de France | Wimbledon | Wimbledon | US National                | US National              |
| ----- | - | - | --------------------- | --------------------- | --------- | --------- | -------------------------- | ------------------------ |
| 1899  | - | - | -                     | -                     | -         | -         | 1/4 de finale Carrie Neely | Maud Banks E. Rastall    |
| 1901  | - | - | -                     | -                     | -         | -         | Finale E. Moore            | J. Atkinson M. McAteer   |
| 1902  | - | - | -                     | -                     | -         | -         | Victoire J. Atkinson       | Maud Banks W. Closterman |
| 1903  | - | - | -                     | -                     | -         | -         | Finale Miriam Hall         | E. Moore Carrie Neely    |

Sous le résultat, la partenaire ; à droite, l’ultime équipe adverse.

### En double mixte
| Année | - | - | Championnat de France | Championnat de France | Wimbledon | Wimbledon | US National        | US National              |
| 1901  | - | - | -                     | -                     | -         | -         | Victoire R. Little | M. McAteer Clyde Stevens |

Sous le résultat, le partenaire ; à droite, l’ultime équipe adverse.

## Parcours aux Jeux olympiques

### En simple dames
| # | Date       | Nom de l'olympiade           | Surface      | Résultat | Ultime adversaire | Score   |          |
| - | ---------- | ---------------------------- | ------------ | -------- | ----------------- | ------- | -------- |
| 1 | 06/07/1900 | Jeux olympiques d'été, Paris | Terre (ext.) | Bronze   | Hedwig Rosenbaum  | Partage | Parcours |

### En double mixte
| # | Date       | Nom de l'olympiade          | Surface      | Résultat | Partenaire            | Ultimes adversaires               | Score   |          |
| - | ---------- | --------------------------- | ------------ | -------- | --------------------- | --------------------------------- | ------- | -------- |
| 1 | 06/07/1900 | Jeux olympiques d'été Paris | Terre (ext.) | Bronze   | Hugh Lawrence Doherty | Archibald Warden Hedwig Rosenbaum | Partage | Parcours |